# Ilex miguensis
Ilex miguensis är en järneksväxtart som beskrevs av Shiu Ying Hu. Ilex miguensis ingår i släktet järnekar, och familjen järneksväxter. Inga underarter finns listade i Catalogue of Life.